# Петар Боројевић
Петар Боројевић (Подошка, код Босанске Костајнице, 5. јул 1916 — Београд, 28. септембар 1982), учесник Народноослободилачке борбе, пуковник ЈНА и народни херој Југославије.

## Биографија
Рођен је 5. јула 1916. године у селу Подошка близу Читлука, код Костајнице. Године 1918. са свега две године, умрла му је мајка, а неколико година после завршетка Првог светског рата, умро му је и отац Јово, од последица задобијених рана током рата. Основну школу је завршио у селу Слабињи, јер у његовом родном месту није било школе. До одслужења војног рока 1937. године, бавио се земљорадњом. После одслужења војног рока, један краћи период радио је у руднику Љешљани, а потом је све до почетка рата, априла 1941. године, био запослен у сеоској продавници земљорадничко-набављачке задруге. 
Одмах по избијању Априлског рата, био је позван у резерву Војске Краљевине Југославије, и капитулација га је затекла у Шкофјој Локи у Словенији. Пошто је успео да избегне заробљавање, под тешким условима се пешице, с карабином вратио у свој родни крај под Козару. Одмах по избијању првих усташких покоља, по српским селима, с групом другова одметнуо се у шуму. Потом се повезао са комунистима који су радили на припремама оружаног устанка. 
Налази се у првој устаничкој групи на Козари — Баљској партизанској чети, коју је предводио Ивица Марушић Ратко. У овој јединици Петар је био најпре десетар, а онда водник. Од првих дана борбе, се истицао храброшћу. Октобра 1941. године у борби на Сводној је био на челу јуриша свог одељења и запленио је тешки митраљез — тада први на Козари. У акцији на Мраковици, успео је да се, с групом бомбаша, неопажено привуче до непријатељског упоришта и уништи их. 
Фебруара 1942. године, када су се делови немачке 718. дивизије, од Козарске Дубице до Приједора, пробијали кроз положаје Другог крајишког партизанског одреда, Баљска партизанска чета је бранила прилазе Крушковцу и у првим сукобима нанела непријатељу озбиљније губитке од десет мртвих, међу којима се налазио и један официр. Тада су заплењени први немачки „шмајсери“ и пушкомитраљези „шарци“. Већ следећег дана, Петрова група је дочекала, на блиском одстојању, једну бочну непријатељску колону, када је настрадало тринаест непријатељских војника. У овој борби, Петар је био рањен, али се убрзо вратио у јединицу.
Убрзо је постао командир Прве чете Првог батаљона Друге крајишке бригаде. У априлу 1942. године примљен је у чланство Комунистичке партије Југославије (КПЈ).
У љето 1942. године извршио је напад на њемачке тенкове, који су контролисали пут Козарска Дубица — Мраковица. Бомбама и бензинским боцама била су уништена четири тенка.
У нападу на Бихаћ 1942. године јуришао је на мост на Уни, продро је у једну зграду и борио се прса у прса, те убио неколико усташа. Новембра 1942. године први је продро у градске улице Јајца. Највећи подвиг направио је у борби на Новом Граду. Четом се пробио у град и запалио бараке, а у току јуриша задобио је 7 рана. Као тешки рањеник прешао је кроз Пету непријатељску офанзиву, касније се налазио у Петнаестој и Седамнаестој мајевачкој бригади, па онда командовао 21. бригадом.
После ослобођења Југославије, обављао је разне одговорне дужности у Југословенској народној армији (ЈНА), све до 1964. године, када је демобилисан у чину пуковника ЈНА и преведен у резерву.
Умро је 28. септембра 1982. године у Београду и сахрањен је у Алеји народних хероја на Новом гробљу у Београду.
Носилац је Партизанске споменице споменице 1941. и других југословенских одликовања, међу којима су — Орден партизанске звезде са сребрним венцем, Орден заслуга за народ са сребрним зрацима, Орден братства и јединства са сребрним венцем, Орден за храброст и Орден за војне заслуге са златним мачевима. Орденом народног хероја одликован је 27. фебруара 1948. године.